# Новіково (Ленінградська область)
Новіково (рос. Новиково) — присілок Бокситогорського району Ленінградської області Росії. Входить до складу Климовського сільського поселення.
Населення — 14 осіб (2012 рік). 